# There's Hope
There's Hope è il primo album solista di Marco Sfogli, pubblicato il 15 febbraio 2008 dalla Lion Music.

## Tracce
1. Still Hurts – 5:02
2. Andromeda – 6:30
3. Seven – 5:01
4. There's Hope – 4:00
5. Spread the Disease – 4:07
6. Farewell – 3:49
7. Sunset Lights – 5:38
8. Genius – 4:48
9. Never Forgive Me – 4:10
10. Memories – 3:37
11. Texas BBQ – 2:13